# お転婆三人姉妹 踊る太陽
『お転婆三人姉妹 踊る太陽』（おてんばさんにんしまい おどるたいよう）は、1957年1月3日にお正月映画として公開された、井上梅次監督のミュージカルコメディー映画である。コニカラー、スタンダード。
今は亡きミュージカル作者の3人の娘たちとその母親を描いた作品である。本作は総天然色作品だが、現存しているフィルムはモノクロ版のみであり、これまでパッケージ化されているのもモノクロ版である。

## キャスト
- ペギー葉山 : 長女春子
- 芦川いづみ : 次女夏子
- 浅丘ルリ子 : 三女秋子
- 轟夕起子 : 滝冬子
- フランキー堺 : 公仁夫君
- 岡田眞澄 : 鉄夫君
- 石原裕次郎 : 大助君
- 安部徹 : 轟先生
- 高英男 : 吉田さん
- ジョージ川口 : 川田君
- 柳沢真一 : 神山先生
- 青山恭二 : 松本君
- 山本かほる : 婆や
- 以下全て特別出演[4]
  - 柳谷寛 : 吉川さん
  - 丹下キヨ子 : 校長
  - キドシン : お医者さん
  - 三橋達也 : 滝伸太郎
  - 大坂志郎 : 兼子さん
- 以下、全て特別出演で役名無し[4]
  - 月丘夢路
  - 東谷暎子
  - 北原三枝
  - 高友子
  - 南寿美子
  - 南田洋子
  - 香月美奈子
  - 左幸子
  - 武井義明
  - 市村俊幸
  - 津川雅彦
  - 新珠三千代

- 以下、プレスシートに記載あるがノンクレジット[4]
  - 清水将夫
  - 渡辺美佐子
  - 北林谷栄
  - 内藤武敏

## スタッフ
- 監督 ：井上梅次
- 脚本 ：井上梅次
- 音楽 : 和田肇
- 撮影 : 岩佐一泉
- 構成 : 井上梅次、和田肇
- 企画 : 茂木了次、水の江滝子
- 助監督 : 舛田利雄[4]、神代辰巳[4]